# Peter Liu Cheng-chung
Peter Liu Cheng-chung (Hushuei, 12 aprile 1951) è un arcivescovo cattolico taiwanese, dal 21 novembre 2009 arcivescovo, a titolo personale, di Kaohsiung; è inoltre presidente dell'Università Cattolica Fu Jen.

## Biografia
Peter Liu Cheng-chung è nato il 12 aprile 1951 ad Hushuei, contea e diocesi di Kiayi, sulla cosa occidentale di Taiwan.
Ha ricevuto l'ordinazione sacerdotale il 13 aprile 1980, presso la "Sacred Heart" High School a Douliu, per imposizione delle mani di monsignor Joseph Ti-kang, vescovo di Kiayi; si è incardinato, il giorno dopo aver compiuto ventinove anni, come presbitero della medesima diocesi.

### Ministero episcopale
Il 1º luglio 1994 papa Giovanni Paolo II lo ha nominato, quarantatreenne, vescovo di Kiayi; è succeduto a monsignor Joseph Lin Thien-chu, deceduto il 4 marzo precedente a soli cinquantanove anni. Ha ricevuto la consacrazione episcopale il successivo 28 settembre, presso la "Sacred Heart" High School a Douliu, per imposizione delle mani del cardinale Jozef Tomko, prefetto della Congregazione per l'evangelizzazione dei popoli, assistito dai co-consacranti monsignori Joseph Ti-kang, arcivescovo metropolita di Taipei che già lo aveva ordinato sacerdote, e Paul Shan Kuo-hsi, S.I., vescovo di Kaohsiung e futuro cardinale. Come suo motto episcopale il neo vescovo Cheng-chung ha scelto Fidelis ac devotus, che tradotto vuol dire "Fedele e devoto".
Il 5 luglio 2004, quando papa Wojtyła lo ha nominato, cinquantatreenne, vescovo coadiutore di Kaohsiung. Il 5 gennaio 2006, dopo l'accettazione della rinuncia per raggiunti limiti d'età dell'ottantaduenne cardinale Shan Kuo-hsi, è succeduto per coadiutoria alla guida della diocesi.
Il 28 marzo 2008 è stato eletto vicepresidente della Conferenza Regionale dei Vescovi Cattolici della Cina; ha mantenuto l'incarico per dodici anni, fino al 1º luglio 2020 quando gli è succeduto monsignor Thomas Chung An-zu, arcivescovo metropolita di Taipei.
Il 21 novembre 2009 papa Benedetto XVI gli ha concesso il titolo di arcivescovo ad personam, all'età di cinquantotto anni.

## Genealogia episcopale
La genealogia episcopale è:
- Cardinale Scipione Rebiba
- Cardinale Giulio Antonio Santori
- Cardinale Girolamo Bernerio, O.P.
- Arcivescovo Galeazzo Sanvitale
- Cardinale Ludovico Ludovisi
- Cardinale Luigi Caetani
- Cardinale Ulderico Carpegna
- Cardinale Paluzzo Paluzzi Altieri degli Albertoni
- Papa Benedetto XIII
- Papa Benedetto XIV
- Papa Clemente XIII
- Cardinale Enrico Benedetto Stuart
- Papa Leone XII
- Cardinale Chiarissimo Falconieri Mellini
- Cardinale Camillo Di Pietro
- Cardinale Mieczysław Halka Ledóchowski
- Cardinale Jan Maurycy Paweł Puzyna de Kosielsko
- Arcivescovo Józef Bilczewski
- Arcivescovo Bolesław Twardowski
- Arcivescovo Eugeniusz Baziak
- Papa Giovanni Paolo II
- Cardinale Jozef Tomko
- Arcivescovo Peter Liu Cheng-chung